# Gouvernement Kyélem de Tambèla
Albert Ouédraogo Emmanuel Ouédraogo
Le gouvernement Kyélem de Tambèla est le gouvernement du Burkina Faso qui fut en fonction du 25 octobre 2022 au 6 décembre 2024. Dirigé par Apollinaire Joachim Kyélem de Tambèla, il s'agit d'un gouvernement de transition, le premier sous la présidence du capitaine Ibrahim Traoré. Il fait directement suite aux coups d'État ayant secoué le pays en janvier et septembre 2022.
Composé de 23 membres, il compte à ses débuts trois militaires et cinq membres du précédent gouvernement. Il subit par la suite quatre remaniements partiels : un premier en novembre 2022, un second en juin 2023, un troisième en décembre 2023 puis un dernier en août 2024.
Le gouvernement est dissout le 6 décembre 2024 à la suite du limogeage du Premier ministre Apollinaire Joachim Kyélem de Tambèla par le Président Ibrahim Traoré.

## Contexte et nomination
À la suite du coup d'État militaire de janvier 2022 qui avait renversé le président Roch Marc Christian Kaboré, un gouvernement de transition avait été mis en place sous la présidence de Paul-Henri Sandaogo Damiba, avec pour Premier ministre Albert Ouédraogo.
Quelques mois plus tard, en septembre 2022, un nouveau putsch renverse le gouvernement. Le capitaine Ibrahim Traoré prend alors le pouvoir, devenant Président de la Transition le 30 septembre. 
Le 21 octobre 2022, Ibrahim Traoré nomme le civil Apollinaire Joachim Kyélem de Tambèla, avocat alors âgé de 64 ans, au poste de Premier ministre. Réputé pour ses opinions iconoclastes et son franc-parler, c'est un novice en politique et polémiste populaire, intervenant régulièrement dans les médias. Très critique des précédents gouvernements, qu'il estimait marqués par le népotisme et la corruption, le nouveau Premier ministre est souvent décrit comme « sankariste » dans la presse.
Quelques jours plus tard, le 25 octobre 2022, Apollinaire Kyélem de Tambèla annonce la composition de son équipe gouvernementale. Ce nouveau gouvernement de transition, qu'il surnomme lui-même « gouvernement de combat », compte 23 membres, respectant ainsi la « Charte de la transition » fixant à 25 le nombre maximum de membres du gouvernement. Pour atteindre ce nombre, deux ministères sont supprimés : celui des Affaires religieuses et celui délégué à la Défense.
Cinq ministres du précédent gouvernement gardent leur siège : Bassolma Bazié (Fonction publique), Olivia Rouamba (Affaires étrangères), Karamoko Jean-Marie Traoré (Coopération régionale), Robert Lucien Kargougou (Santé) et Aminata Zerbo (Transition digitale).
Trois militaires font également partie de ce nouveau gouvernement : le colonel-major Kassoum Coulibaly (Défense), le colonel Augustin Kaboré (Environnement et Énergie) et le colonel Boukaré Zoungrana (Administration territoriale).
Dans un contexte d'insécurité accrue, trois ministres sont affectés à la lutte contre le djihadisme en particulier, dont deux militaires, Kassoum Coulibaly (Défense) et Boukaré Zoungrana (Administration territoriale), ainsi que Mahamadou Sana, ancien commissaire de police désormais ministre délégué chargé de la Sécurité.

## Critiques
Dès sa nomination, le gouvernement subit des critiques de la part de l'opinion publique concernant sa composition. En cause, le renouvellement de 5 ministres du précédent gouvernement lié à la junte militaire (MSPR).
Deux ministres font également l'objet d'importantes critiques dès leur nomination : 
- Adama Luc Sorgho (Infrastructures et Désenclavement), père d'Azaria Sorgho (porte-parole de la junte) et soupçonné d'être un proche de l'ancien président Roch Marc Christian Kaboré
- Donatien Nagalo (Développement industriel, Commerce et Artisanat), accusé par des commerçants d'« escroquerie aggravée » avec son syndicat, le SYNACOMB[5]

## Composition initiale
Composition du gouvernement à sa nomination en octobre 2022, :
- Premier ministre : Apollinaire Kyélem de Tambèla

Ministres d'État
- Ministre de la Défense et des Anciens Combattants : Kassoum Coulibaly
- Ministre de la Fonction publique, du Travail et de la Protection sociale : Bassolma Bazié

Ministres
- Ministre de l’Administration territoriale, de la Décentralisation et de la Sécurité : Boukaré Zoungrana
- Ministre des Affaires étrangères, de la Coopération régionale et des Burkinabé de l’extérieur : Olivia Rouamba
- Ministre de l’Économie, des Finances et de la Prospective : Aboubacar Nacanabo
- Ministre de la Justice et des Droits humains, chargé des relations avec les institutions, Garde des Sceaux : Bibata Nébié / Ouedraogo
- Ministre de l’Agriculture, des Ressources animales et halieutiques : Denis Ouedraogo
- Ministre de la Transition digitale, des Postes et des Communications électroniques : Aminata Zerbo-Sabané
- Ministre de la Solidarité nationale et de l’Action humanitaire, de la Réconciliation nationale, du Genre et de la Famille : Nandy Somé / Diallo
- Ministre de la Santé et de l’Hygiène publique : Robert Lucien Jean-Claude Kargougou
- Ministre du Développement industriel, du Commerce, de l’Artisanat et des Petites et Moyennes Entreprises : Roch Donatien Nagalo
- Ministre des Infrastructures et du Désenclavement : Adama Luc Sorgho
- Ministre des Mines et des Carrières : Simon-Pierre Boussim
- Ministre de l'Éducation nationale, de l’Alphabétisation et de la Promotion des Langues nationales : Joseph André Ouédraogo
- Ministre de l’Enseignement supérieur, de la Recherche et de l’Innovation : Adjima Thiombiano
- Ministre de l’Environnement, de l'Énergie, de l’Eau et de l’Assainissement : Augustin Kabore
- Ministre de l’Urbanisme, des Affaires foncières et de l’Habitat : Yacouba Dié
- Ministre des Sports, de la Jeunesse et de l’Emploi : Issouf Sirima
- Ministre de la Communication, de la Culture, des Arts et du Tourisme : Jean Emmanuel Ouédraogo
- Ministre des Transports, de la Mobilité urbaine et de la Sécurité routière : Roland Somda

Ministres délégués
- Ministre délégué auprès du Ministre de l’Administration Territoriale, de la Décentralisation et de la Sécurité, chargé de la sécurité : Mahamadou Sana
- Ministre délégué auprès du Ministre des Affaires étrangères, de la Coopération régionale et des Burkinabè de l’Extérieur, chargé de la Coopération régionale : Karamoko Jean Marie Traoré
- Ministre délégué auprès du Ministre de l’Économie, des Finances et de la Prospective, chargé du Budget : Fatoumata Bako/Traoré

## Changements

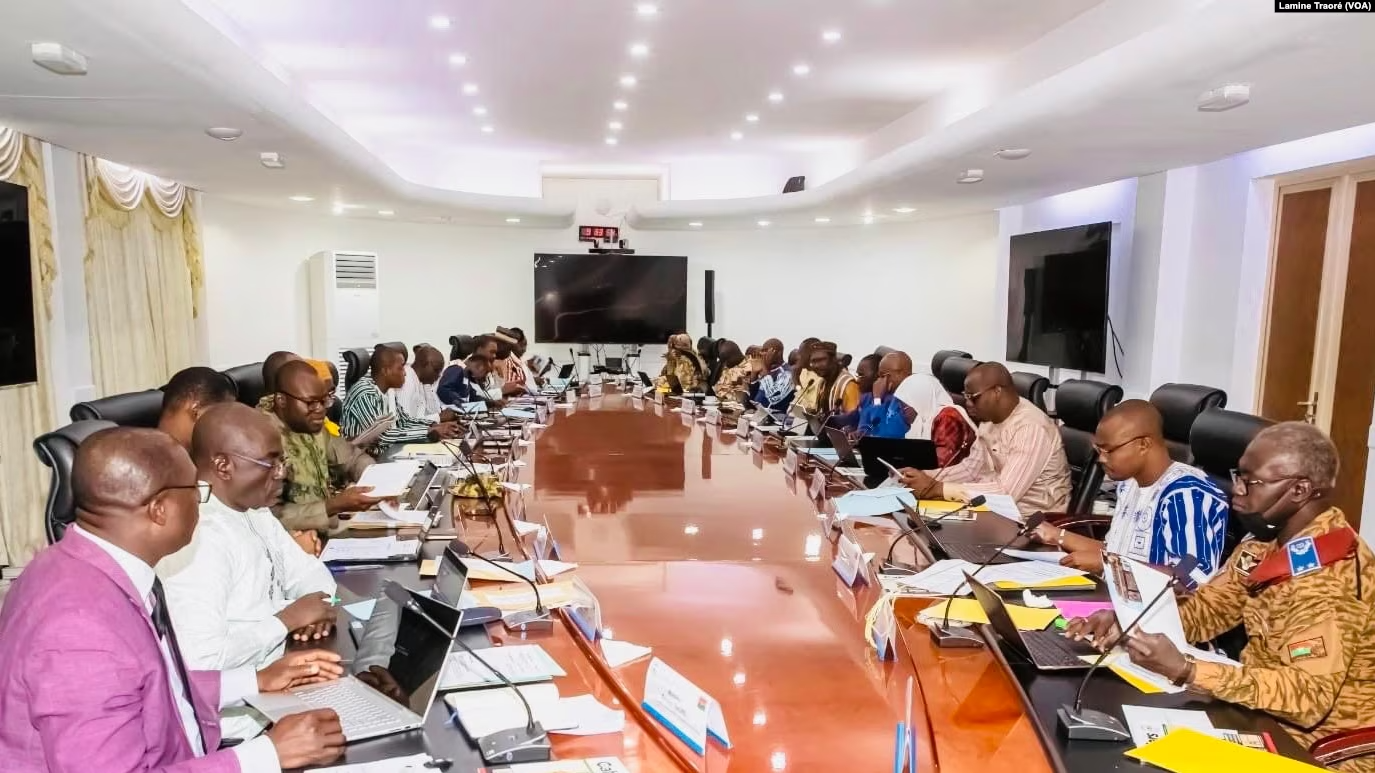
Le conseil des ministres en janvier 2024.

### Novembre 2022
Le 9 novembre 2022, Apollinaire Kyélem de Tambèla effectue un premier remaniement léger du gouvernement : 
- Roch Donatien Nagalo, ministre du Développement industriel, du Commerce, de l’Artisanat et des PME, est remplacé par Serge Gnaniodem Poda. Le ministre sortant avait démissionné la veille, accusé de malversations et contesté par plusieurs associations de commerçants depuis sa nomination[8]
- Yacouba Dié, ministre de l’Urbanisme, des Affaires foncières et de l’Habitat, critiqué en lien avec un projet immobilier datant d'avant sa nomination, est remplacé par Mikaïlou Sidibé

Le 16 novembre 2022 , Bètamou Fidèle Aymar Tamini, précédemment directeur général de la Société Burkinabé de Télédiffusion (SBT) est nommé Secrétaire Général du ministère de la Communication, de la culture des arts et du tourisme.

### Juin 2023
Le 25 juin 2023, Ibrahim Traoré, Président de la Transition, effectue un nouveau remaniement partiel du gouvernement. Quatre ministres sont ainsi remplacés :
- Boukaré Zoungrana, ministre de l’Administration territoriale, de la Décentralisation et de la Sécurité, est remplacé par le civil Émile Zerbo, un magistrat
- Bibata Nébié / Ouedraogo, ministre de la Justice et des droits humains, Garde des Sceaux, est remplacée par l'avocat Edasso Rodrigue Bayala, ancien député de l'Union pour la renaissance/parti sankariste sous la présidence de Kaboré
- Denis Ouedraogo, ministre de l’Agriculture, des Ressources animales et halieutiques, est remplacé par le commandant Ismaël Sombié
- Augustin Kabore, ministre de l’Environnement, de l'Énergie, de l’Eau et de l’Assainissement, est remplacé par Roger Barro

### Décembre 2023
Le 17 décembre 2023, de nouveaux changements sont annoncés : 
- Olivia Rouamba, ministre des Affaires étrangères, est remplacée par son ministre délégué, Karamoko Jean Marie Traoré
- Karamoko Jean Marie Traoré, ministre délégué aux Affaires étrangères, est remplacé par Stella Eldine Kabré / Kaboré
- Simon-Pierre Boussim, ministre de l’Énergie, des Mines et des Carrières, est remplacé par Yacouba Zabré Gouba
- Joseph André Ouédraogo, ministre de l’Éducation nationale, est remplacé par Jacques Sosthène Dingara, jusqu'ici secrétaire général du gouvernement
- Jacques Sosthène Dingara, secrétaire général du gouvernement, est remplacé par Mathias Traoré, jusqu'ici secrétaire général de la Présidence du Faso
- Jean Emmanuel Ouédraogo, ministre de la Communication, des Arts et du Tourisme, est quant à lui élevé au rang de ministre d’État

### Août 2024
Le remaniement du 1er août 2024 arrive un mois après l'adoption d'une nouvelle Charte prolongeant de 5 ans la transition politique au Burkina Faso. Il a la particularité de ne connaître ni départ, ni arrivée de nouvelles personnalités dans le gouvernement, seulement des changements de portefeuilles ou d'intitulés :
- Roland Somda, ancien ministre des Transports, devient ministre des Sports, de la Jeunesse et de l'Emploi
- Boubakar Savadogo, ancien ministre des Sports, devient ministre de l'Enseignement secondaire, de la Formation professionnelle et Technique

Un nouveau ministère est créé : celui de la Sécurité, Mahamadou Sana devenant alors pleinement ministre.
Un autre disparaît : celui des Transports, de la Mobilité urbaine et de la Sécurité routière, fusionné dans le Ministère de l'Administration territoriale.

## Dissolution
Le gouvernement est dissout le 6 décembre 2024 à la suite du limogeage du Premier ministre Apollinaire Joachim Kyélem de Tambèla par un décret du Président Ibrahim Traoré. Aucune raison n'est initialement donnée pour justifier cette décision.

## Galerie des membres à sa dissolution

### Premier ministre
| Image | Fonction         | Nom                           |
| ----- | ---------------- | ----------------------------- |
|       | Premier ministre | Apollinaire Kyélem de Tambèla |

### Ministres d'État
| Image | Fonction                                                                                          | Nom                     |
| ----- | ------------------------------------------------------------------------------------------------- | ----------------------- |
|       | Ministre de la Défense et des Anciens Combattants                                                 | Kassoum Coulibaly       |
|       | Ministre de la Fonction publique, du Travail et de la Protection sociale                          | Bassolma Bazié          |
|       | Ministre de la Communication, de la Culture, des Arts et du Tourisme Porte-parole du Gouvernement | Jean Emmanuel Ouédraogo |

### Ministres
| Image | Fonction                                                                                                   | Nom                                 |
| ----- | --- | ----------------------------------- |
|       | Ministre de l’Administration territoriale et de la Mobilité                                                | Emile Zerbo                         |
|       | Ministre des Affaires étrangères, de la Coopération régionale et des Burkinabé de l’extérieur              | Karamoko Jean Marie Traoré          |
|       | Ministre de l’Économie, des Finances et de la Prospective                                                  | Aboubacar Nacanabo                  |
|       | Ministre de la Justice et des Droits humains, chargé des relations avec les institutions, Garde des Sceaux | Edasso Rodrigue Bayala              |
|       | Ministre de l’Agriculture, des Ressources animales et halieutiques                                         | Ismaël Sombié                       |
|       | Ministre de la Transition digitale, des Postes et des Communications électroniques                         | Aminata Zerbo-Sabané                |
|       | Ministre de l’Action humanitaire et de la Solidarité nationale                                             | Nandy Somé / Diallo                 |
|       | Ministre de la Santé                                                                                       | Robert Lucien Jean-Claude Kargougou |
|       | Ministre de l'Industrie, du Commerce et de l'Artisanat                                                     | Serge Gnaniodem Poda                |
|       | Ministre des Infrastructures                                                                               | Adama Luc Sorgho                    |
|       | Ministre de l'Énergie, des Mines et des Carrières                                                          | Yacouba Zabré Gouba                 |
|       | Ministre de l'Enseignement de base, de l’Alphabétisation et de la Promotion des Langues nationales         | Jacques Sosthène Dingara            |
|       | Ministre de l'Enseignement secondaire, de la Formation professionnelle et Technique                        | Boubakar Savadogo                   |
|       | Ministre de l’Enseignement supérieur, de la Recherche et de l’Innovation                                   | Adjima Thiombiano                   |
|       | Ministre de l’Environnement, de l’Eau et de l’Assainissement                                               | Roger Baro                          |
|       | Ministre de l’Urbanisme et de l’Habitat                                                                    | Mikaïlou Sidibé                     |
|       | Ministre des Sports, de la Jeunesse et de l’Emploi                                                         | Roland Somda                        |
|       | Ministre de la Sécurité                                                                                    | Mahamadou Sana                      |

### Ministres délégués
| Image | Fonction | Nom                          |
| ----- | --- | ---------------------------- |
|       | Ministre délégué auprès du Ministre des Affaires étrangères, de la Coopération régionale et des Burkinabè de l’Extérieur, chargé de la Coopération régionale | Stella Eldine Kabré / Kaboré |
|       | Ministre délégué auprès du Ministre de l’Économie, des Finances et de la Prospective, chargé du Budget                                                       | Fatoumata Bako/Traoré        |
|       | Ministre délégué auprès du Ministre de l'Agriculture, des Ressources animales et halieutiques, chargé des Ressources animales                                | Amadou Dicko                 |